# Brevier

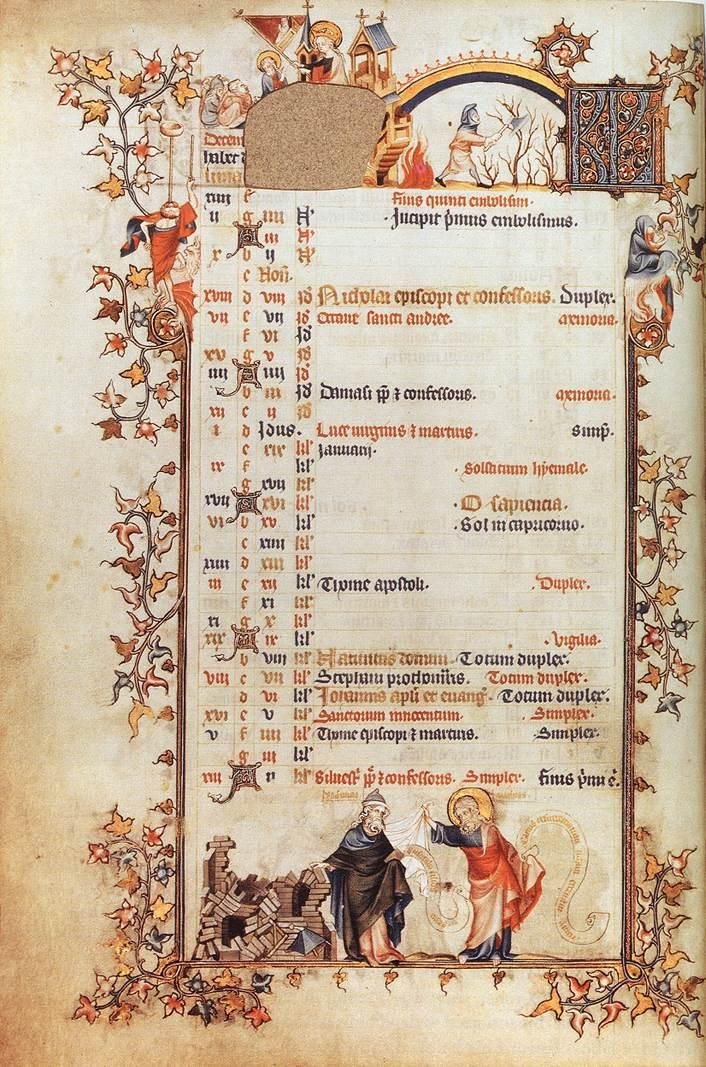
Kalenderplaat van de maand december met de vernielde synagoge

Een brevier of breviarium (van het Latijn brevis, kort) is het boek dat de gebeden bevat die een geestelijke van de Katholieke Kerk dagelijks moet bidden. Ook de Anglicaanse Kerk en de Lutheraanse gebruiken hun eigen brevier.
Het brevier van de Katholieke Kerk werd Breviarium Romanum genoemd tot aan de hervormingen van het Tweede Vaticaans Concilie. Sedertdien spreekt men niet meer van brevier maar van de 'liturgie van de gebedstijden' of de Liturgia Horarum.

## Geschiedenis
Brevieren zijn ontstaan uit het getijdengebed in de kloosters en werden gebruikt door monniken en priesters voor het verplichte dagelijks gebed. In de late middeleeuwen lieten ook koningen, koninginnen en de hogere adel die een kapelaan in dienst hadden die het dagelijks gebed in hun plaats kon lezen, zulke gebedenboeken maken. In Frankrijk vindt men dergelijke breviaria – lekenbrevieren – terug bij de koninklijke familie vanaf het einde van de 13e eeuw. De hertogen van Bourgondië en later ook de Spaanse en Portugese koninklijke families volgden hun voorbeeld. Lekenbrevieren waren meestal rijkelijk versierd. Zo'n boek was veel omvangrijker dan een getijdenboek, waaruit leken hun dagelijkse gebeden lazen, en men kon er dus veel miniaturen in kwijt. Het lekenbrevier was dan ook dikwijls veel meer een prestigeobject dan een boek voor dagelijks gebruik. Breviaria waren vaak kunstobjecten die omwille van hun kostbaarheid werden verzameld; Isabella van Castilië bezat er twintig, zoals blijkt uit een inventaris opgemaakt door Elisa Ruiz García.

## Inhoud van het brevier
Hieronder wordt het oude brevier van voor Vaticanum II beschreven.
Een brevier bevat de volgende secties
Kalender.
Psalter.
Tijdeigen (Proprium de tempore).
Bevat de gebeden die eigen zijn aan een bepaald feest op een bepaalde cyclische datum (zoals bv. Kerstmis) en de gebeden voor feesten met een variabele datum (zoals de paascyclus).
Eigene der heiligen (Proprium Sanctorum).
De gebeden gebonden aan de feestdag van een welbepaalde heilige.
Gemeenschappelijke der heiligen (Commune Sanctorum).
Gebeden voor heiligenfeesten van heiligen die niet voorkomen in het ‘Proprium Sanctorum’. Deze zijn dan gegroepeerd per ‘type’ heilige zoals martelaren, apostelen, evangelisten, maagden, belijders etc.
Diverse officies.
Officie voor een kerkwijding
Officie van de doden
etc.
Litanie van de heiligen.
Voor elke gebedsstonde ( metten, lauden, priem, terts, sext, none, vespers en completen) moest de gebruiker dan de geschikte gebeden in functie van de feestdag of de gevierde heilige kiezen uit de bovengenoemde secties.

## Verschil tussengetijdenboeken brevier
Zoals hoger gezegd is een breviarium bedoeld voor religieuzen, monniken, priesters etc.
Het getijdenboek of horarium werd vooral gebruikt voor de lekendevotie. Het bevat normalerwijze geen Propium de tempore, Proprium Sanctorum en Commune Sanctorum. De gebruiker van een getijdenboek hoeft dus niet de aangepaste gebeden te kiezen in functie van de feestdag of van de heilige die gevierd wordt.
Het getijdenboek als apart boek ontstond in de dertiende eeuw. Het ontwikkelde zich uit het psalter door toevoeging van delen uit het brevier. De verdeling van de dag in acht gebedsstonden bleef bewaard. Naar analogie met het getijdengebed werden de dagelijkse gebeden onderverdeeld in metten (matutinum) om middernacht, de lauden (laudes)  bij zonsopgang, de vier kleine uren gedurende de dag, de priem (primae) om zes uur ’s morgens, de terts (tertiae) om negen uur, de sext (sextae) om twaalf uur en de noon (nonae) om drie uur in de namiddag, de avonduren de vespers (vesperae) werden gebeden om zes uur 's avonds of bij zonsondergang en de completen (completorium) om negen uur ’s avonds of bij het begin van de nacht. Het getijdenboek bevat dus evenals het brevier getijdengebeden, maar de inhoud is sterk vereenvoudigd.

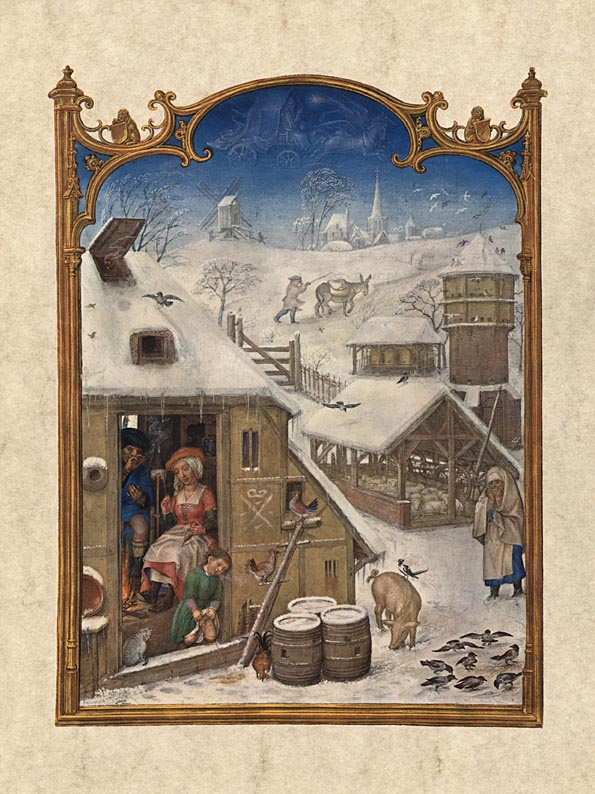
kalenderbladzijde voor februari uit het Breviarium-Grimani.

## Het brevier als kunstwerk
De handschriften die de leek gebruikte bij zijn persoonlijke devotie waren in de vroege middeleeuwen het psalter en in de 14e en 15e eeuw het getijdenboek. Maar we kennen ook de lekenbrevieren. Normaal was het brevier bedoeld om gebruikt te worden door geestelijken bij het koorgebed, maar in de middeleeuwen bestelden koningen, koninginnen en de hogere adel dikwijls hun persoonlijk brevier of breviarium. Een brevier was veel omvangrijker dan een getijdenboek en men kon er dus veel meer miniaturen in kwijt. Het werd dus meestal een prachtig versierd boekwerk, dikwijls over meerdere volumes, dat voornamelijk dienstdeed als statussymbool. Het werd natuurlijk ook gebruikt om de eigen kapelaan er te laten uit voorbidden.
Omwille van zijn omvang werd een brevier dikwijls gesplitst in 2 (winter en zomer) of in 4 volumes (lente, zomer, herfst en winter).
Enkele van de befaamde middeleeuwse breviaria zijn:
- Brevier van Philippe le Bel, ca. 1290-1295, BnF Latin 1023.
- Belleville-breviarium Parijs 1323-1326, BnF, Ms. Lat. 10484 Online bekijken
- Brevier van Filips de Goede, Brussel, Koninklijke Bibliotheek, 9511 en 9026
- Brevier van Henri de Lorraine, Chazy (New York), Alice T. Miner museum
- Breviarium van Isabella van Castilië, Londen, British Library, Ms. Add. 18851.
- Breviarium van Eleonora van Portugal, New York, Morgan Library 2287
- Brevier van Karel V BnF ms. lat 1052
- Brevier van Marie de Savoie, Bibliothèque municipale de Chamberry Online bekijken
- Breviarium van Margaretha van York, St. John's College in Cambridge Ms. H. 13
- Brevier van Martin d'Aragon, Parijs, BnF, Rothschild 2529 Online bekijken[5]
- Brevier van Mattias Corvinus Rome, Biblioteca Apostolica Vaticana Urb. Lat. 112
- Brevier van Monte-cassino, Parijs, Bibliothèque Mazarine, Ms 364 / 20 Online bekijken (enkele beelden)
- Brevier van Renaud de Bar (Wintergedeelte), Verdun, Bibliothèque municipale de Verdun, Bm 107 Online bladeren
- Brevier van Renaud de Bar (zomergedeelte), Londen, British Library
- Grimani Breviarium Venetië, Biblioteca Marciana, Ms. Lat.X167(7531) Online bekijken
- Breviarium Mayer van den Bergh, Antwerpen, Museum Mayer van den Bergh